# Laser (vela)
Laser é um barco a vela de classe olímpica, a mais popular do mundo, cuja principal característica é a simplicidade e o baixo preço. Os barcos da classe Laser são tripulados por um velejador. É um barco bastante veloz e pode planar em dias de vento forte.
O laser tem um casco com 4,23 metros de comprimento total e 3,81 metros de comprimento na linha de água. Pesa 58 kg. De acordo com a área de vela, o Laser é subdividido em três classes distintas:
- Laser Standard (olímpica masculina) — 7,06 m2 de área de vela e é desenhado para ser velejado por um velejador forte entre os 80 kg e os 86 kg
- Laser Radial (olímpica feminina) — área de vela menor com 5,76 m2; suplantou as embarcações tipo Europa para o evento feminino de vela nos Jogos Olímpicos.
- Laser 4.7 (transitória do Optimist para a Radial ou Standard).

## História
O Laser foi desenvolvido nos anos setenta pelos canadianos Bruce Kirby e Ian Bruce para ser uma embarcação fácil de transportar e fácil de pilotar por uma única pessoa. O protótipo original chamava-se Weekender. Mais tarde foi rebatizado como Laser e fez a sua primeira aparição oficial na mostra de barcos de Nova Iorque em 1971. O primeiro campeonato do mundo da classe realizou-se em 1974 nas Bermudas.
O Laser tornou-se classe olímpica nos Jogos de 1996 em Atlanta. O primeiro campeão olímpico foi o brasileiro Robert Scheidt. Nas primeiras três edições olímpicas. o Laser era uma classe aberta à participação masculina e feminina. Nos Jogos de 2008 em Pequim vão disputar-se dois eventos separados, para homens e mulheres.